# Црква Светих апостола Петра и Павла у Турији
Црква Светих апостола Петра и Павла у Турији, насељеном месту на територији општине Кучево припада Епархији браничевској Српске православне цркве.